# Freeciv
《Freeciv》는 시드 마이어가 개발한 상업적 게임 문명 시리즈의 아이디어를 바탕으로 제작된, 턴제 전략 시뮬레이션 게임이다. GNU 일반 공중 사용 허가서 하에 배포되고 있으며 자유 소프트웨어이다. 많은 리눅스 배포판에 포함되어 있기도 하다.

## 설명
게임은 기원전 4000년경부터 시작된다. 플레이어는 자신의 부족의 지도자가 되어 몇 세기에 걸쳐 문명의 백성을 이끌게 된다. 연구하여 발견한 새로운 기술로, 새로운 건축물을 건설하거나 새로운 유닛을 생산하는 것이 가능하게 된다. 플레이어는 다른 플레이어와 전쟁을 하거나 외교 관계를 맺는 것이 가능하다.
게임은 어느 문명이 다른 모든 문명을 정복하거나 플레이어가 우주로 진출하거나, 아니면 해가 지나 게임 종료 시점에 도달했을 경우에 끝나게 된다. 하나 이상의 문명이 게임 종료 시점에 도달한 경우, 가장 점수가 높은 플레이어가 승리하게 된다. 점수는 문명의 영토 크기, 재산, 문화와 과학의 발달 정도에 따라 매기게 된다.

## 디자인
Freeciv는 설정이 매우 유연한 편이다. Freeciv의 독자적인 규칙로 게임을 진행하거나 문명, 문명 II 모드, 아니면 커스텀 모드로 플레이할 수 있다.
Freeciv는 TCP/IP를 사용해 중앙 서버에 접속한다. 혼자서 인공 지능인 컴퓨터와 대결을 벌이거나, 다른 플레이어와 멀티 플레이어 게임을 할 수 있다. 싱글 플레이어 게임은, 단지 1명의 인간 플레이어가 로컬 서버에 접속 하는 방식으로 진행한다. Freeciv 2.0 버전 이상은 싱글 플레이어 게임의 경우 자동적으로 서버를 시작한다.
1명 또는 여러 명의 플레이어는 게임의 관리자가 되어 게임의 규칙을 변경할 수 있다. 일반적으로 바꿀 수 있는 규칙은 아래와 같다.
- 게임을 시작하기 위해 필요한 플레이어의 수
- 기술개발의 속도
- 컴퓨터 플레이어의 유무
- 야만족(컴퓨터가 컨트롤함)의 도시 공격 여부
- 또 다른 도시로부터 새 도시를 세울 수 있는 거리
- 대륙, 섬의 분포

게임은 턴제이지만, 각 플레이어는 동시에 게임을 진행한다. 하지만 컴퓨터 플레이어는 따로 행동한다.
2.0.0 미만의 버전에서는, 컴퓨터 플레이어는 인간의 플레이어와 외교 관계를 맺을 수 없었다. 하지만 2.0.0 이상의 버전에서는, 고정적인 외교 관계를 맺는 것이 능하게 되었다.
또한 별도로 "Civworld"라고 불리는 맵/시나리오 에디터가 있으며 아무 제약없이 다운로드할 수 있다.

## 호환성
원래 IRIX상에서 개발되었으나, Freeciv는 SunOS 4 이상, 솔라리스, 울트릭스, QNX, 리눅스, FreeBSD, OpenBSD, NetBSD, Mac OS X, OS/2, 마이크로소프트 윈도우 95~XP, 시그윈과 아미가OS에서도 실행이 가능한 것으로 알려져 있다. Freeciv는 또한 잘 알려진 많은 리눅스 배포판에 포함되어 있다.

## 같이 보기
- FreeCol
- 시드 마이어의 문명 시리즈